# Christine Lavant

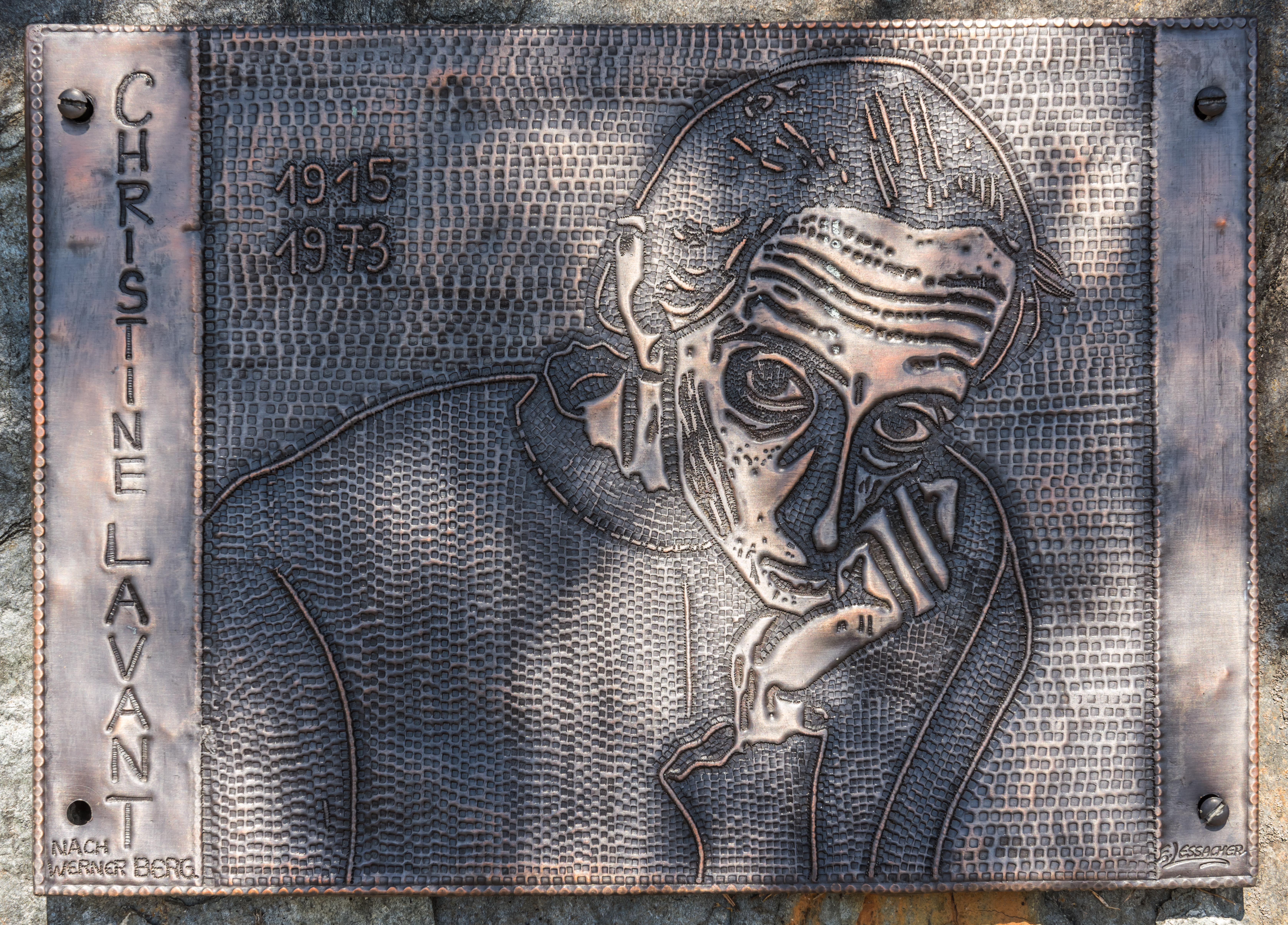
Christine Lavant, naar een houtsnede van Werner Berg

Christine Lavant (burgerlijke naam Christine Habernig, geb. Thonhauser; 4 juli 1915 in Großedling (nu deel van Wolfsberg) - 7 juni 1973 in Wolfsberg) was een Oostenrijkse schrijfster.
Christine Lavant was het negende kind van een mijnwerker en een kleermaakster. Zij leed vanaf haar kindheid door belemmeringen van haar gezondheid, die haar dwongen het schoolbezoek vroeg te staken. Toch was ze al op vroege leeftijd gevoelig voor literatuur en las voor haar dertiende Rilke. Na haar schooltijd hield ze zich met huiswerk, schrijven, lezen, schilderen en breien bezig. Omdat ze voor haar achttiende depressies opdeed, was zij gedwongen zich op een leven bij haar ouders in te stellen. In 1932 stuurde ze een roman naar de Uitgeverij Leykam te Graz. Omdat die ondanks een eerste goede reactie geweigerd werd, vernietigde ze alle tot dan toe geschreven teksten. Nadat haar vader in 1937 en haar moeder in 1938 overleden waren, moest ze het huis van haar ouders verlaten en probeerde ze als breister te overleven. Toch bleef ze van de steun van haar broers en zussen afhankelijk. In 1939 trouwde ze met de dertig jaar oudere kunstschilder Josef Habernig.
In 1945 begon Christine Lavant weer met schrijven. Via kennissen ontstond het contact met Brentano Verlag te Stuttgart, die in 1948 voor het eerst gedichten van haar publiceerde, onder de titel Die Nacht an den Tag. De bundel verscheen onder haar artiestennaam "Lavant", die ze ten minste vanaf 1946 gebruikt had. Met de artiestennaam wilde ze oorspronkelijk haar privéleven beschermen, maar op zijn laatst in 1950 zou die identiteit bekend zijn. De naam verklaarde ze later als toespeling op het Lavanttal, waar ze vandaan kwam. Er werden maar weinig exemplaren gedrukt en het boek is verloren geraakt. Ze volgde het advies van de uitgever om proza te schrijven, met het verhaal Das Kind (ook uit 1948). In 1949 volgden het verhaal Das Krüglein en de gedichtenbundel Die unvollendete Liebe.
Haar succesvolle lezing ter gelegenheid van de Kulturtage 1950 te St. Veit an der Glan markeerde haar doorbraak als schrijfster. Bovendien raakte ze daar met de schilder Werner Berg bekend, met wie ze een belangrijke vriendschap ontplooide. In de volgende jaren werden er een groot aantal boeken van haar bij bekende uitgeverijen zoals Otto Müller Verlag te Salzburg en dtv Verlagsgesellschaft uitgegeven. Via de kringen die de componist Gerhard Lampersberg op zijn buiten Tonhof te Maria Saal onderhield, raakte ze in contact met de Wiener Gruppe.
In 1963 werd haar man door een beroerte hulpbehoevend; een jaar later overleed hij. In die situatie raakte Christine Lavant zelf psychisch belast en koos voor een verblijf in een ziekenhuis in Klagenfurt, waar ze kennis met de FPÖ-politicus Otto Scrinzi maakte, die er arts was. Hij werd een geëngageerde begunstiger van haar. In 1966 werd haar o.a. door hem een flat in Klagenfurt aangeboden, maar in de hoogbouw en de stedelijke omgeving bleef ze zich vreemd voelen en zo keerde ze 1968 naar Wolfsberg terug. In 1970 werd haar de Großer Österreichischer Staatspreis für Literatur verstrekt.
Christine Lavant overleed in 1973 door een beroerte in het ziekenhuis te Wolfsberg.

## Erkenningen
- Trakl-Preis 1954 en 1964
- Staatlicher Förderungspreis für Lyrik 1961
- Wildgans-Preis 1964
- Großer Österreichischer Staatspreis für Literatur 1970